# Малий Серет
Мали́й Сере́т — річка в Україні, у межах Сторожинецького та Глибоцького районів Чернівецької області. Права притока Серету (басейн Дунаю). 

## Опис
Довжина річки 61 км, площа басейну 567 км². Долина до села Банилів-Підгірний V-подібна, завширшки до 600 м; нижче трапецієподібна, ширина її досягає 2—2,5 км. Заплава двобічна, завширшки 80—200 м. Річище переважно звивисте, розгалужене, багато островів. Ширина річки 8—15 м, на окремих ділянках — до 35 м. Похил річки 12 м/км. Береги річки частково укріплені.

## Розташування
Річка бере початок на північно-східних схилах Покутсько-Буковинських Карпат, на південний захід від села Банилів-Підгірний. Початок річці дають два потоки: Гільча і Дмитриця (основний витік річки). Малий Серет тече спершу на північ, потім повертає на північний схід і схід. У середній та нижній течії пливе на південний схід, потім на схід. Впадає до Серету на схід від села Сучевени. 

## Притоки
Праві: Дмитриця, Суналь, Фундоя, Миндра, Серетель, Переуца, Карчешка, Томешкуль. 
Ліві: Гільча, Солонець Великий, Пантин, Гойнець, Кривець, Черновець, Обнина-Маре, Перелиска, Аршовець (ліві).